# جون داستين بيكنل
جون داستين بيكنل (بالإنجليزية: John Dustin Bicknell)‏ هو محامي أمريكي، ولد في 25 يونيو 1838، وتوفي في 7 يوليو 1911.